# Osteomeles schwerinae
Osteomeles schwerinae är en rosväxtart som beskrevs av Camillo Karl Schneider. Osteomeles schwerinae ingår i släktet Osteomeles och familjen rosväxter. Utöver nominatformen finns också underarten O. s. microphylla.

## Bildgalleri

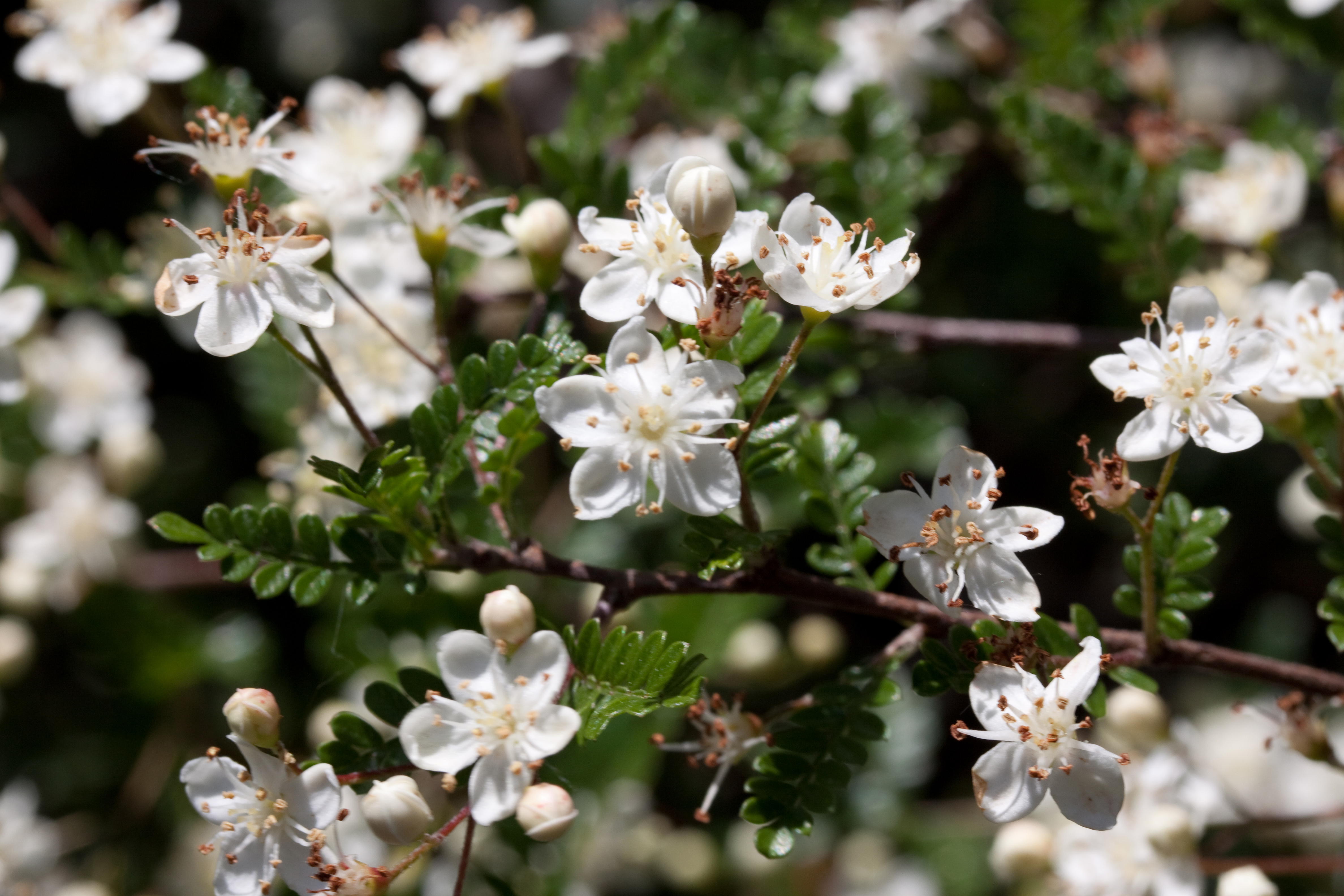
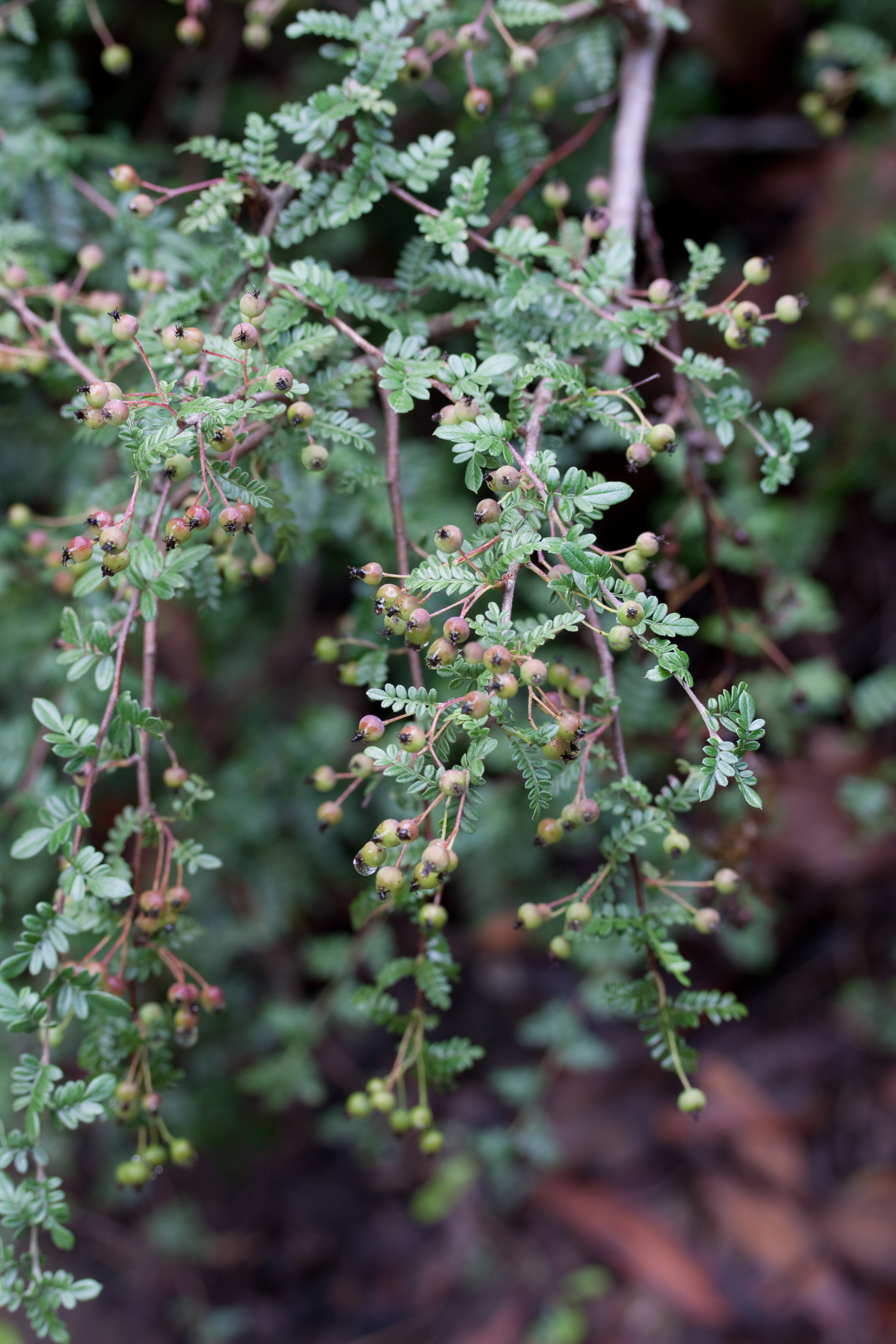
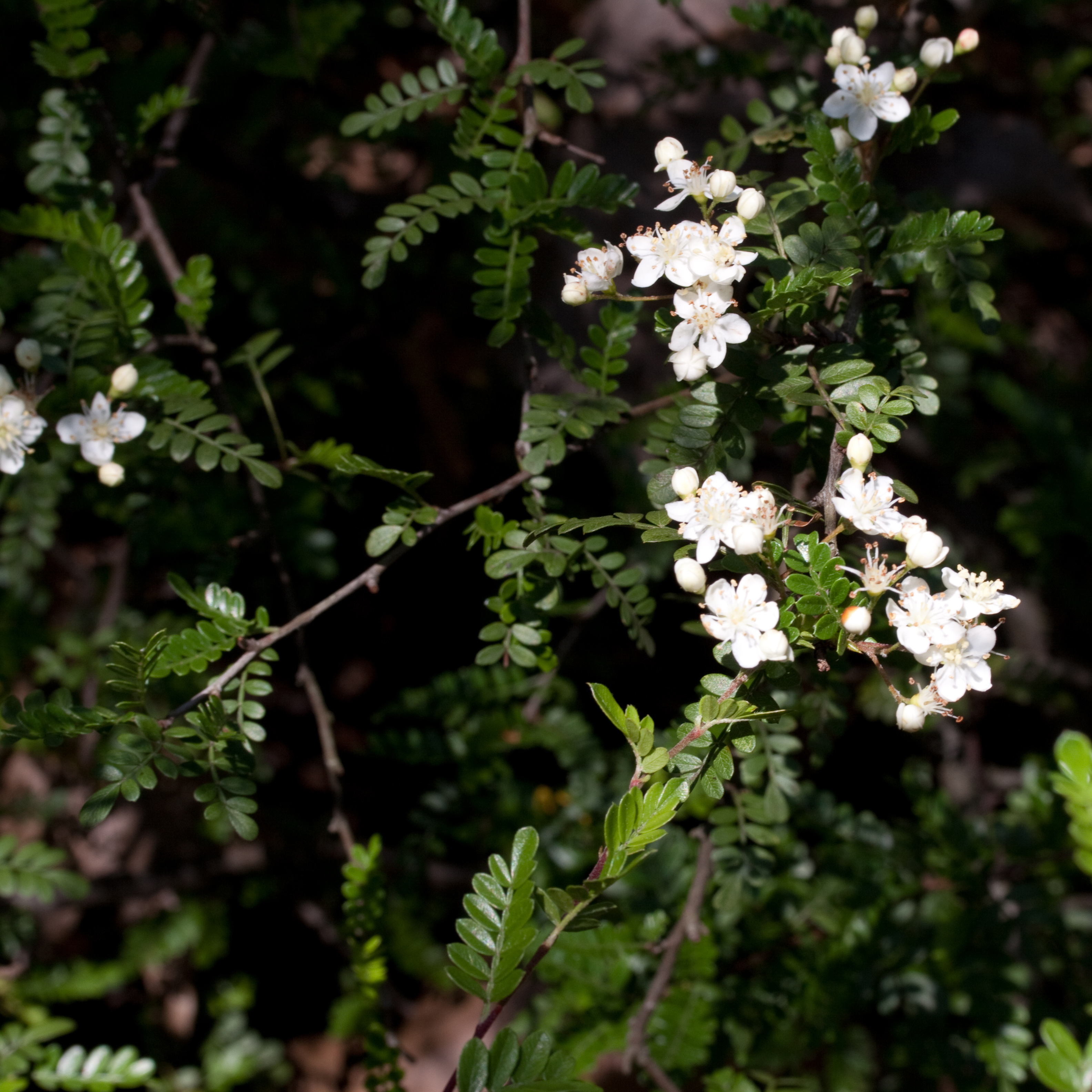
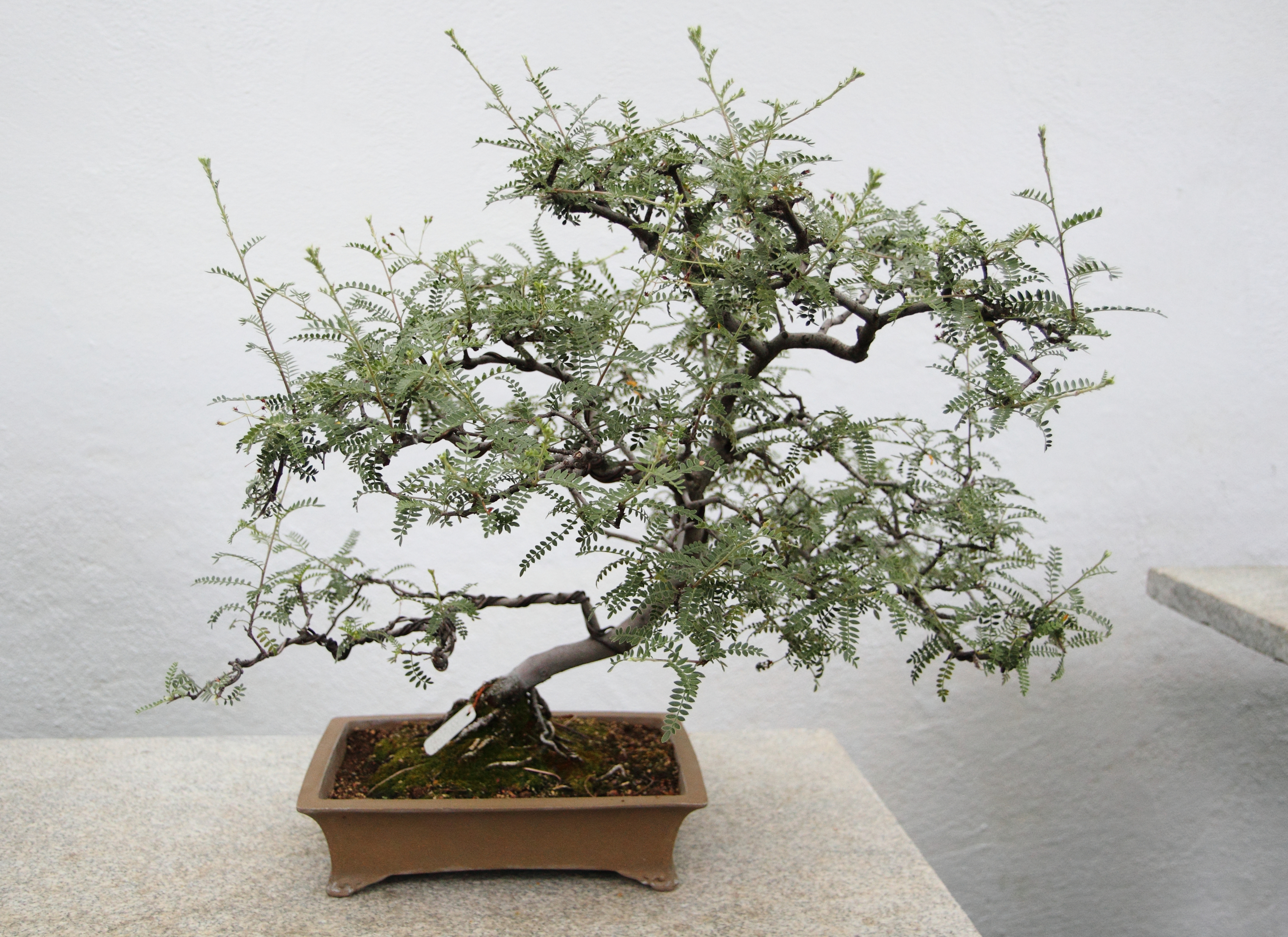